# Utenbach (Mertendorf)
Utenbach è una frazione del comune tedesco di Mertendorf, nella Sassonia-Anhalt.

## Storia
Utenbach fu nominata per la prima volta intorno al 1300.
Fino al 30 dicembre 2009 ha costituito un comune autonomo. Il 31 dicembre 2009 è diventato parte del comune di Löbitz che il giorno stesso ha cessato di essere comune autonomo e dal 1º gennaio 2010 si è aggregato al comune di Mertendorf.